# ژان رونه گوگا
ژان رونه گوگا (فرانسوی: Jean René Gauguin‎; ۱۲ آوریل ۱۸۸۱ – ۲۱ آوریل ۱۹۶۱) مجسمه‌ساز فرانسوی‌تبار اهل دانمارک بود.
از افتخارات وی میتوان به کسب مدال برنز مجسمه‌سازی در بخش مسابقات هنری بازی‌های المپیک تابستانی ۱۹۲۴ اشاره کرد.